# Pedersano
Pedersano (Presàm in dialetto trentino) è una frazione del comune di Villa Lagarina in provincia autonoma di Trento.

## Storia
Pedersano è stato un comune italiano istituito nel 1920 in seguito all'annessione della Venezia Tridentina al Regno d'Italia. Nel 1929 è stato aggregato al comune di Villa Lagarina.

## Monumenti e luoghi d'interesse

### Architetture religiose
- Chiesa di San Lazzaro, attestata dal 1537
- Chiesa dei Santi Sisinio, Martirio e Alessandro (XVII secolo)
- Cappella del Crocifisso (1854)
- Cappella della Madonna Pellegrina (1956)